# Klein Belitz
Klein Belitz ist eine Gemeinde im Landkreis Rostock in Mecklenburg-Vorpommern (Deutschland). Die Gemeinde wird vom Amt Bützow-Land mit Sitz in der Stadt Bützow verwaltet.

## Geografie
Die Gemeinde Klein Belitz liegt zwischen Bützow und Rostock. Das überwiegend flache Gebiet vom Warnowtal bis zur Neukirchener Plage, einem Feuchtgebiet, das unter Naturschutz steht, erreicht kaum 20 m ü. NN.
Umgeben wird Klein Belitz von den Nachbargemeinden Satow im Norden, Bröbberow im Nordosten, Schwaan im Osten, Vorbeck im Südosten, Bützow im Süden, Bernitt und Penzin im Westen sowie Jürgenshagen im Nordwesten.
Zur Gemeinde gehören die Ortsteile:
- Boldenstorf – 1284 als Boldewinestorp erwähnt
- Friedrichshof – eine Aufsiedlung nahe der Warnow aus dem 18. Jahrhundert
- Groß Belitz – zusammen mit Klein Belitz 1270 als Belitz erwähnt. Gutsbesitz der Familie der Freiherren von Meerheimb
- Neukirchen – ältester Ortsteil, bereits 1232 in einer Urkunde des Klosters Rühn genannt
- Passin – 1236 erstmals genannt, später ein herzogliches Domanium
- Reinstorf – 1248 als Reynersdorp erwähnt
- Selow – erste Nennung 1248

## Geschichte
Zum ersten Mal taucht Belitz, dessen Name auf eine slawische Besiedlung hindeutet, 1270 in einer Urkunde auf.
Im Jahr 1906 wurde ein neues Gutshaus errichtet, das im Jahr 2004 Drehort der ARD-Serie Abenteuer 1900 – Leben im Gutshaus war.
Der letzte Besitzer des Gutes Klein Belitz war Carl-Friedrich von Langen, der bei den Olympischen Sommerspielen 1928 in Amsterdam zwei Goldmedaillen im Dressurreiten errang.
Groß Belitz wurde am 1. Juli 1950 eingemeindet. Am 1. August 2001 wurde Klein Belitz mit Selow zur neuen Gemeinde Selow zusammengeschlossen, die bereits am folgenden Tag in Klein Belitz umbenannt wurde.

## Politik

### Gemeindevertretung und Bürgermeister
Der Gemeinderat besteht (inkl. Bürgermeister) aus 8 Mitgliedern. Die Wahl zum Gemeinderat am 26. Mai 2019 hatte folgende Ergebnisse:
| Partei/Bewerber                       | Prozent | Sitze |
| ------------------------------------- | ------- | ----- |
| SPD                                   | 29,69   | 2     |
| WG Freiwillige Feuerwehr Passin       | 23,23   | 2     |
| WG Freiwillige Feuerwehr Klein Belitz | 15,12   | 1     |
| Einzelbewerber Bohnsack               | 12,68   | 1     |
| Einzelbewerberin Bruns                | 9,76    | 1     |
| Bündnis 90/Die Grünen                 | 6,06    | 1     |

Bürgermeister der Gemeinde ist Friedemann Preuß (SPD), er wurde mit 78,60 % der Stimmen gewählt.

## Sehenswürdigkeiten

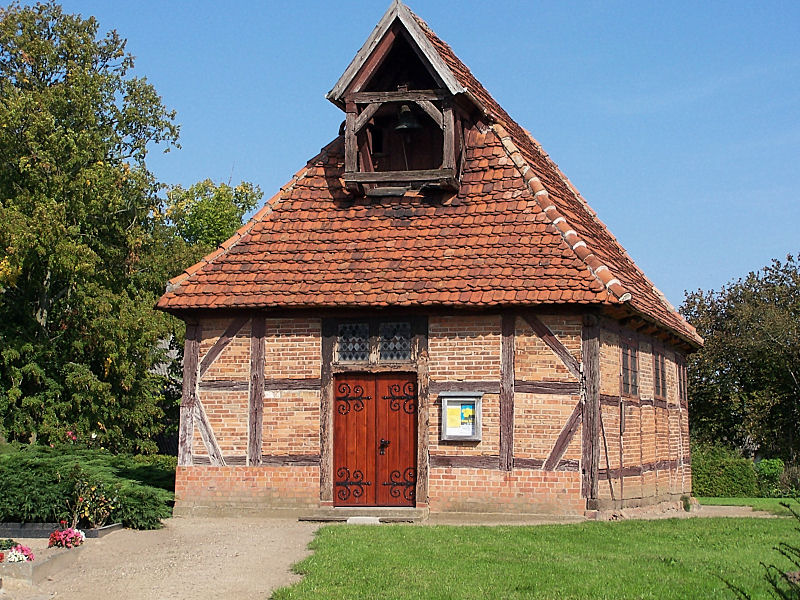
Kapelle in Passin
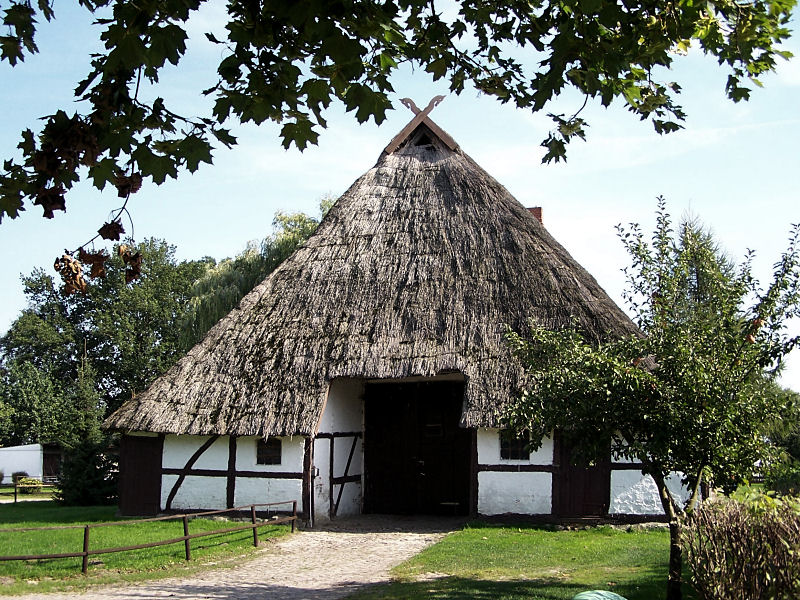
Historisches Bauernhaus (Fachhallenhaus) in Passin
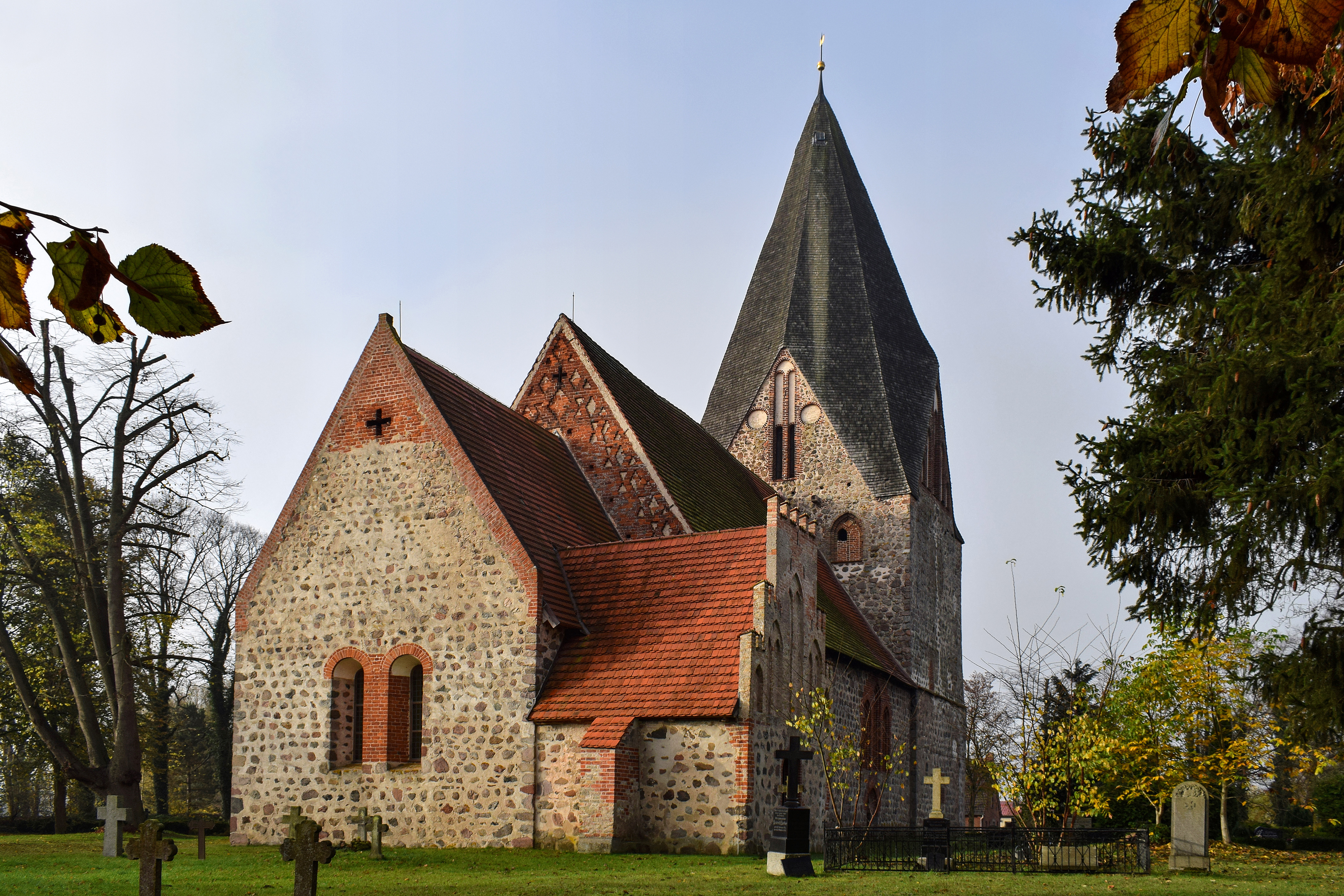
Dorfkirche in Neukirchen

Sehenswert sind das örtliche Heimatmuseum in Klein Belitz, das im Speicher eingerichtet wurde, die Dorfkirche im Ortsteil Neukirchen (mit Kreuzgewölben und spätromanischem Altarraum) sowie die kleine Fachwerk-Kapelle im Ortsteil Passin aus dem 17. Jahrhundert. Das klassizistische Gutshaus Klein Belitz (von 1825), ehemals Besitz der Freiherren von Langen, steht zum Verkauf.

### Dorfkirche in Neukirchen

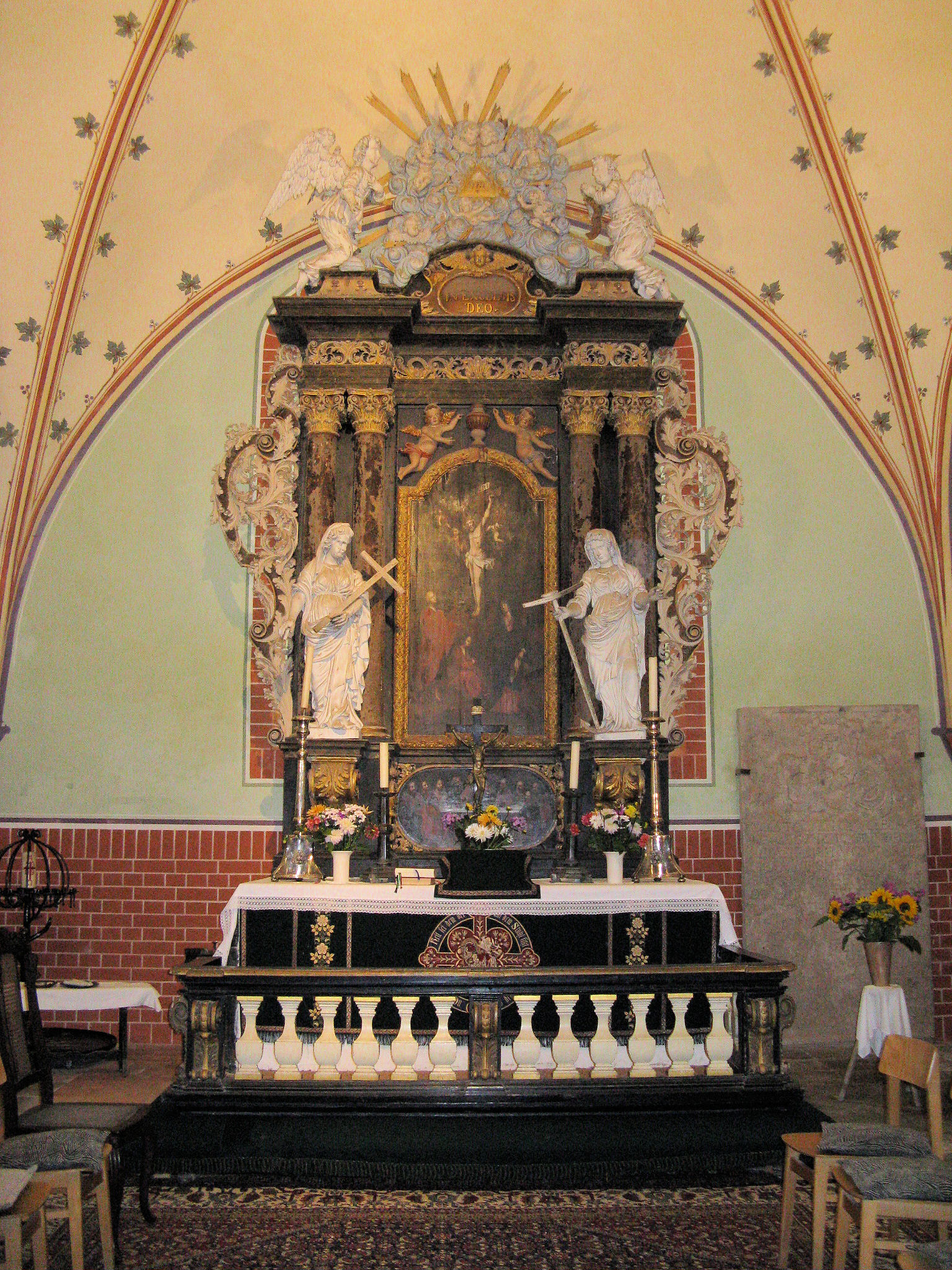
Altar in der Dorfkirche Neukirchen

Die Dorfkirche Neukirchen ist ein Feldsteinbau aus dem 13. Jahrhundert. Der Turm besitzt vier Schildgiebel und einen achtseitigen Helm. Er beherbergt zwei Glocken, die vermutlich im Mittelalter gegossen wurden. An der Südseite befindet sich eine Sonnenuhr. Zur Inneneinrichtung gehören unter anderem ein hölzerner Taufständer aus dem 17. Jahrhundert, Kanzel und Altar aus dem Jahr 1728, ein Kruzifix aus dem 13. Jahrhundert sowie eine Tafel, die die Pastoren seit 1568 auflistet. Im Chorraum sind zwei Fenstermalereien zu sehen, die die Heiligen Petrus und Paulus darstellen. Die den Kirchhof umgebende Feldsteinmauer wurde 1995 wiederhergestellt. Auf dem Kirchhof befinden sich schmiedeeiserne Grabkreuze aus dem 18. und 19. Jahrhundert. Im Mai 2007 fand die Tochter der neuen Pastorin im Kirchturm neun zum Teil in Leinenstoff verpackte Goldmünzen aus dem 15. Jahrhundert. Nach Klärung der Eigentumsfrage gehören diese der Kirchengemeinde, werden jedoch an sicherer Stelle aufbewahrt.
In der Dorfkirche befindet sich eine historische Orgel aus dem Jahr 1768, gebaut von dem Orgelbauer Paul Schmidt (Rostock).

## Wirtschaft und Infrastruktur
Die Landwirtschaft und kleinere Handwerksbetriebe prägen die Umgebung, in Klein Belitz gibt es eine Schule und eine Kindertagesstätte.
Durch die Gemeinde führt die Verbindungsstraße von Bützow nach Rostock bzw. Bad Doberan. Die Ortsteile Neukirchen und Reinstorf liegen nahe der Autobahn-Anschlussstelle Kröpelin (A 20). Die nächsten Bahnhöfe befinden sich in den nahen Städten Bützow und Schwaan.

## Persönlichkeiten
- Heinrich Gustav Plitt (1777–1841), Ratsherr in Lübeck
- Jasper Friedrich von Meerheimb (* 1785 in Reinstorf; † 1872 in Gnemern), preußischer Oberstleutnant, Gutsbesitzer
- Wilhelm von Meerheimb (* 1790; † 1865 in Wokrent), Kammerdirektor von Mecklenburg-Schwerin, Gutsbesitzer und Freimaurer
- Carl-Friedrich von Langen (1887–1934), Reiter, Olympiasieger in der Einzeldressur

## Belege
1. ↑  Statistisches Amt M-V – Bevölkerungsstand der Kreise, Ämter und Gemeinden 2023 (XLS-Datei) (Amtliche Einwohnerzahlen in Fortschreibung des Zensus 2011) (Hilfe dazu).
2. ↑  Gemeinden 1994 und ihre Veränderungen seit 01.01.1948 in den neuen Ländern, Verlag Metzler-Poeschel, Stuttgart, 1995, ISBN 3-8246-0321-7, Herausgeber: Statistisches Bundesamt
3. ↑  StBA: Änderungen bei den Gemeinden Deutschlands, siehe 2001
4. ↑  Zweckverband Kommunale Datenverarbeitung Oldenburg(ZKO)
5. ↑  Zweckverband Kommunale Datenverarbeitung Oldenburg(ZKO)
6. ↑  Zerniner Beschäftigungsinitiative (ZEBI) e. V. (Hrsg.): Dorf- und Stadtkirchen im Kirchenkreis Güstrow. Edition Temmen, Bremen/Rostock 1997, ISBN 3-86108-443-0, S. 48
7. ↑  Tauziehen um Maries Schatz (Memento des Originals vom 3. Juni 2020 im Internet Archive)  Info: Der Archivlink wurde automatisch eingesetzt und noch nicht geprüft. Bitte prüfe Original- und Archivlink gemäß Anleitung und entferne dann diesen Hinweis. - kirche-mv.de (Artikel in Schweriner Volkszeitung vom 3. August 2007)
8. ↑  Der Goldschatz kommt zurück - Schweriner Volkszeitung, 25. Juni 2008